# ترانه‌ای برای تو
«ترانه‌ای برای تو» (به انگلیسی: A Song for You) تک‌آهنگی از هنرمند اهل ایالات متحده آمریکا لیون راسل است که در سال ۱۹۷۱ میلادی منتشر شد.